# Baghaberd
'Baghaberd  (en armenio: Բաղաբերդ) es el nombre dado a una fortaleza armenia de los siglos IV al XII situada a lo largo de una cresta con vistas al río Voghji a catorce kilómetros al noroeste de la ciudad de Kapan en la provincia de Syunik  de Armenia. Se encuentra a 1.267 metros sobre el nivel del mar.

## Historia
Baghaberd se cree que fue construido en el siglo IV por Baghak de Sisak Nahapet. De acuerdo con la Historia de la Provincia de Syunik  de Stepanos Orbelian, en la segunda mitad del siglo IV el príncipe Andovk, señor hereditario de Syunik, atacó y saqueó una de las ciudades del rey persa sasánida Sapor II (309-379), mientras dicho rey estaba en guerra con los hunos. Sapor II, furioso por el incidente, condujo a sus ejércitos hacia Syunik para derrotar al príncipe Andovk con gran cantidad de contingentes hasta Baghaberd. Una vez que las fuerzas del rey llegaron a la fortaleza, Andovk y sus tropas lograron detener a tres de las unidades militares de Sapor, haciendo rodar rocas abajo por el acantilado, sobre ellos. Sin embargo el príncipe Andovk pronto huyó a Constantinopla y sus súbditos se dispersaron. Cuando llegó a la ciudad el emperador Teodosio I le recibió y le honró con grandes honores.
Baghaberd se convirtió en la última capital del reino Syunik después de la destrucción de la cercana población de Kapan en el año 1103. La fortaleza fue capturada por los turcos selyúcidas el año 1170 y sus tesoros fueron destruidos junto con más de 10.000 manuscritos.

## Galería

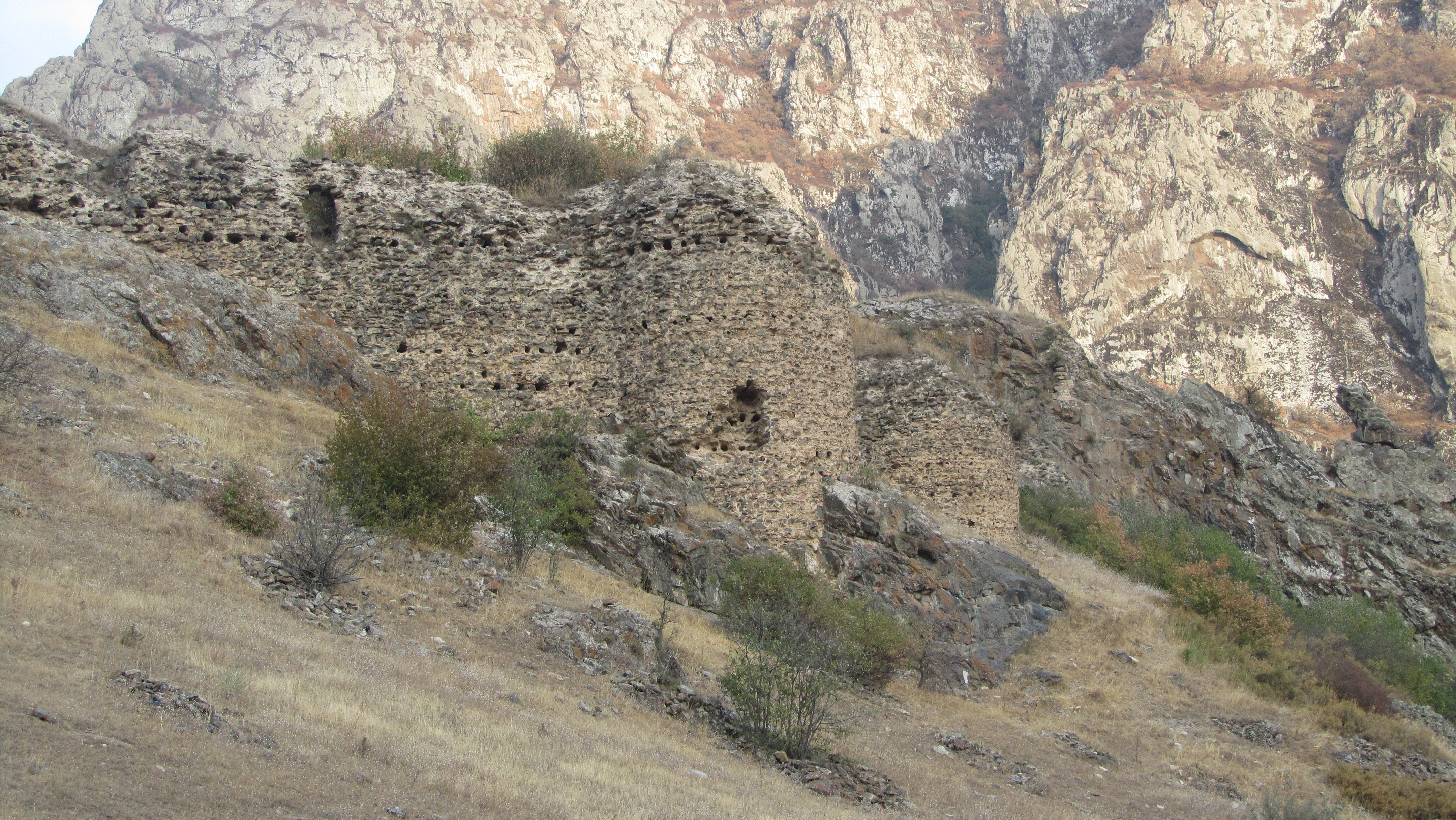
Vista de la parte fortificada Baghaberd.
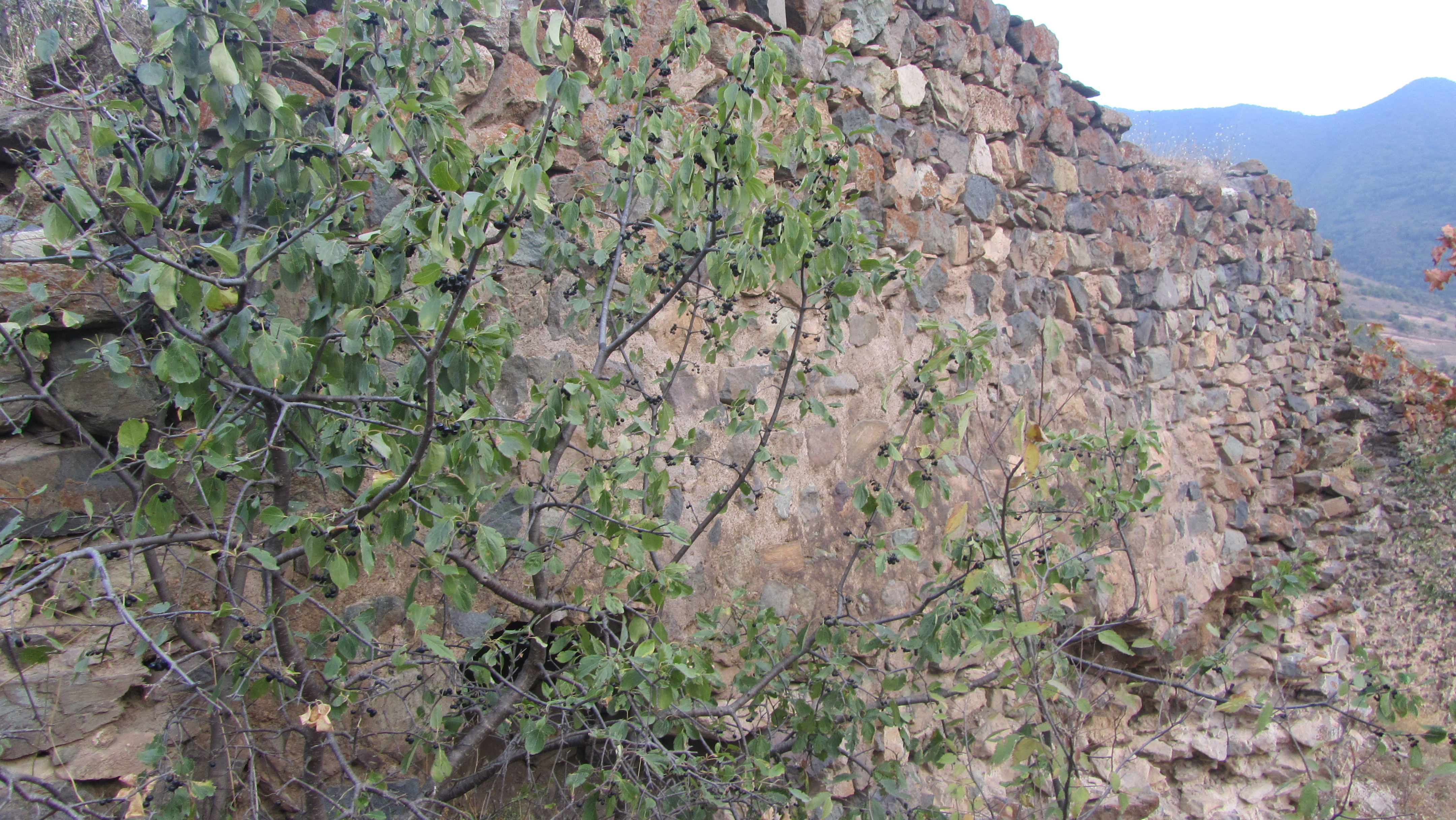
Vista de una parte del muro.
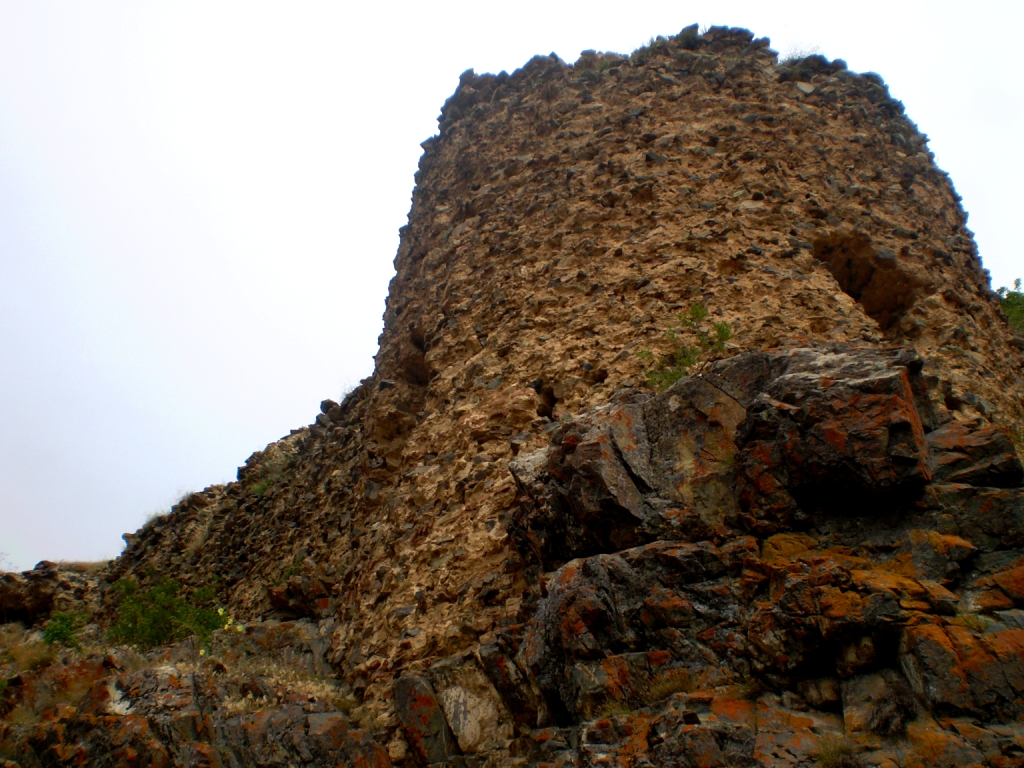
Ruinas de Baghaberd.
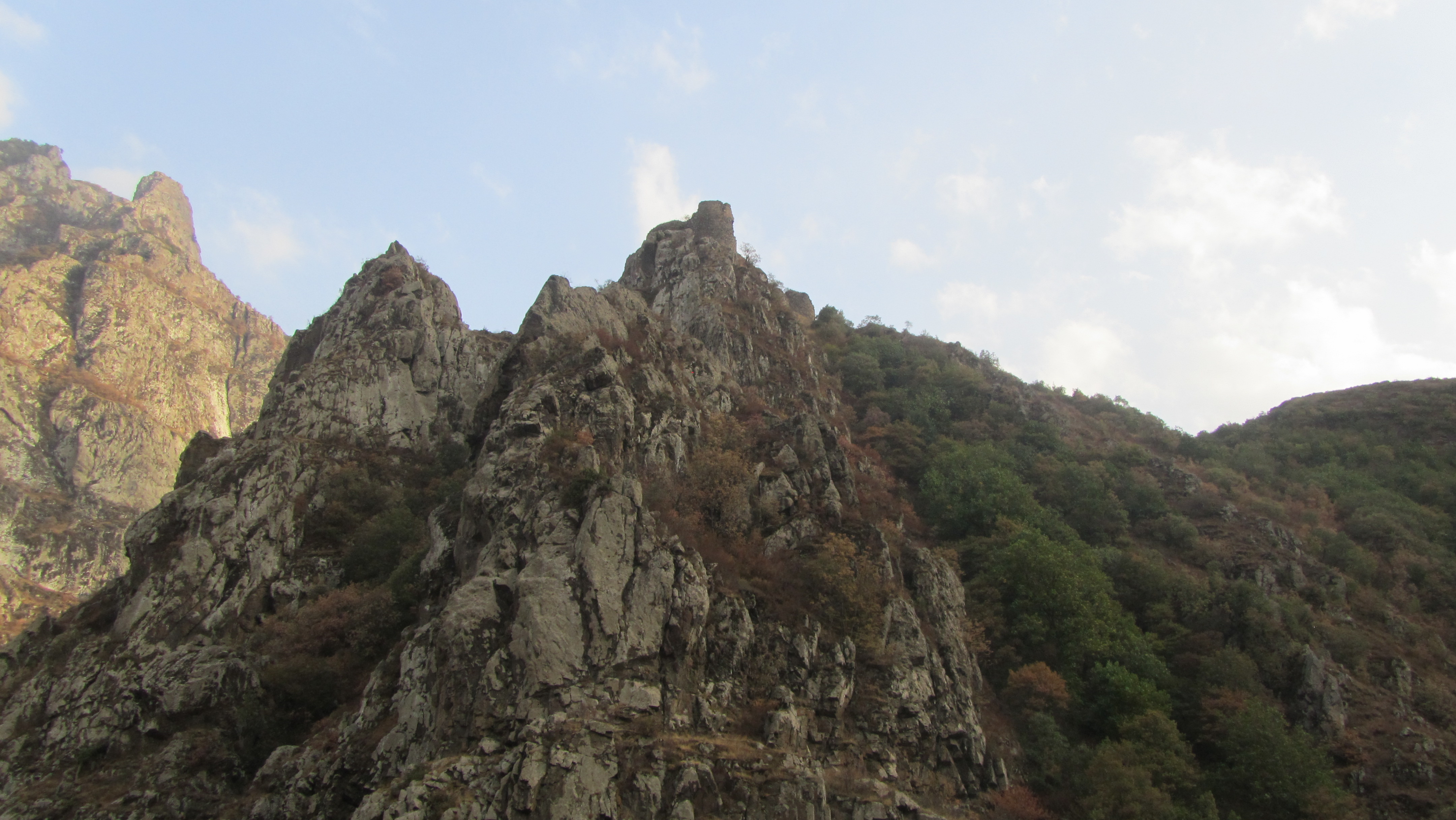
Vista general.